# هاري ميلر (ملحن)
هاري ميلر (بالإنجليزية: Harry Miller)‏ هو عازف جاز وملحن جنوب أفريقي، ولد في 25 أبريل 1941 في كيب تاون في جنوب أفريقيا، وتوفي في 16 ديسمبر 1983.

## وصلات خارجية
- هاري ميلر على موقع ميوزك برينز (الإنجليزية)
- هاري ميلر على موقع أول ميوزيك (الإنجليزية)
- هاري ميلر على موقع ديسكوغز (الإنجليزية)